# Šachtarský rajón
Šachtarský rajón (ukrajinsky Шахтарський район) byl rajón v Doněcké oblasti na Ukrajině. Hlavním městem byl Šachtarsk a rajón měl přibližně 19 tisíc obyvatel. 

## Sídla v rajónu
- Šachtarsk